# Jean Geiler de Kaysersberg
Jean Geiler de Kaysersberg, né à Schaffhouse le 16 mars 1445 et mort le 10 mars 1510 à Strasbourg, est un prédicateur rhénan.

## Biographie
Jean Geiler de Kaysersberg naît le 16 mars 1445 à Schaffhouse, son père s’appelant Hans Geiler et sa mère Anna Zuber. Les premières années de sa vie sont marquées par de nombreux bouleversements. La famille quitte en effet dès 1446 sa ville natale pour Ammerschwihr, où son père travaille comme secrétaire municipal, mais celui-ci est tué par un ours l’année suivante. Il est alors confié à son grand-père, qui réside à Kaysersberg. La famille Geiler faisant partie de la bourgeoise aisée, il est en mesure d’étudier à partir de 1460 à l’université de Fribourg-en-Brisgau. Étant devenu bachelier entre 1461 et 1462, Jean Geiler se fait remarquer pour ses bons résultats, mais également pour ses tenues frivoles à la dernière mode et chargées de bijoux, au point que le conseil de l’Université le menace de ne pas lui décerner la maîtrise s’il ne s’habille pas de manière plus modeste. S’étant exécuté, il reçoit ce diplôme en 1464.
Il enseigne par la suite à la faculté des Arts de l’université de Fribourg-en-Brisgau, dont il est doyen en 1469 et 1470. L’année suivante, il part poursuivre ses études à l’université de Bâle. Il y reçoit le titre de docteur en 1475 puis retourne à Fribourg où il occupe une chaire de professeur de l’université, dont il devient par ailleurs le recteur en 1476. En parallèle, il exerce également pendant son séjour bâlois la fonction de curé à la paroisse de la cathédrale, même s’il ne devient prêtre qu’en 1476. En 1477, alors que son mandat de recteur s’achève, il décide d’abandonner la carrière universitaire pour suivre la voie de la religion. 
Finalement Jean accepta en 1478 un appel de la cathédrale de Strasbourg, où il ne cessa de travailler avec de rares interruptions jusqu'à peu de temps avant sa mort en mars 1510. La belle chaire érigée pour lui en 1485 dans la nef de la cathédrale, quand la chapelle de Saint-Laurent s'était avérée trop petite, continue à témoigner de la popularité dont il jouissait comme prédicateur et les témoignages de Sébastien Brant, Beatus Rhenanus, Jean Reuchlin, Philippe Melanchthon et d'autres montrent quelle grande influence a eu sa personne et son caractère. Ses sermons étaient incisifs, sans concession, ils abondaient en images pittoresques et les textes sur lesquels ils se fondaient ne se limitaient nullement à la Bible ; on les notait pendant qu'il les prononçait et ils circulaient (quelquefois à son insu et sans son consentement), et ils ont influencé la pensée allemande aussi bien que la langue allemande de son temps. Il fut proche de Frédéric de Zollern, prince-évêque d'Augsbourg.

## Éditions de référence
Parmi les nombreux volumes publiés sous son nom deux seulement semblent avoir été révisés par lui : Der Seelen Paradies von waren und volkumen Tugenden et que celui intitulé Das irrig Schaf. Sur le reste, ce que nous savons le mieux est sans doute une série de récits dans l'ouvrage de son ami Sébastien Brant, Das Narrenschiff ou le Navicula ou le Speculum fatuorum, dont une édition fut publiée à Strasbourg en 1511 sous le titre suivant : Navicula sive speculum fatuorum praestantissimi sacrarum literarum doctoris Joannis Geiler Keysersbergii.
L'édition critique des œuvres de Geiler de Kaysersberg n’est pas encore achevée : J. Geiler von Kaysersberg, Sämtliche Werke, édités par Gerhard Bauer, trois volumes parus, Berlin-New York, 1989, 1991, 1995 (Ausgaben deutscher Literatur der xv bis xviii Jht., 129, 139, 147). 
Il faut donc se reporter aux éditions latines de P. Wickram et allemandes du Cordelier J. Pauli, longtemps discrédité et réhabilité par L. Pfleger (Archiv für elsässische Kirchengeschichte, 1928, p. 47-96). 

## Traductions françaises

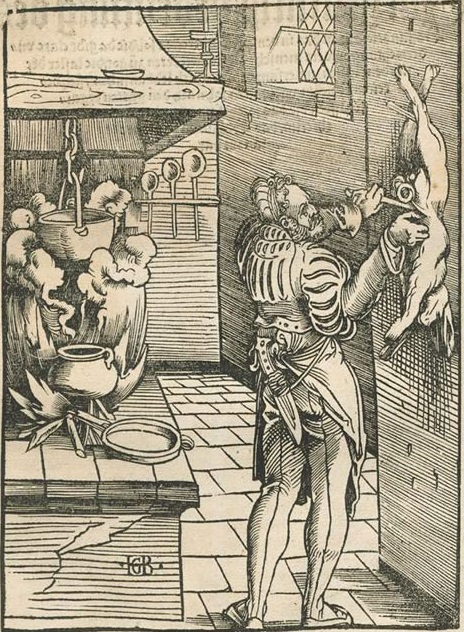
Le civet de lièvre, sermon de Geiler de Kaysersberg.

- La Nef des sages, sermons choisis et présentés par Francis Rapp, traduction par Christiane Koch et Madeleine Horst, Éditions Arfuyen, Paris-Orbey, 2008.
- Le Civet de lièvre, traités choisis par Francis Rapp et traduits par Christiane Koch, préface de Joseph Doré, Éditions Arfuyen, Paris-Orbey, 2008.
- Le Manuel du Pèlerin, traduction par Jacques Robbe, avant-propos de Jean-Pierre Grallet, préface de Francis Rapp, Éditions Arfuyen, Paris-Orbey, en coll. avec la Fondation David Parou Saint-Jacques, 2010.

La Bourse de traduction du Prix du patrimoine Nathan Katz a été attribuée en 2007 à Christiane Koch pour ses traductions des sermons et traités de Jean Geiler de Kaysersberg, les premières à paraître en volume en traduction française.
La première traduction en français de certains sermons de Geiler de Kaysersberg a été faite par Madeleine Horst, décédée en 1987.

## Études
- (en) E. J. Dempsey-Douglass, Justification in late medieval Preaching. A Study of J. Geiler of Kaysersberg, Leyde, 1966.
- (de) J.Wimpfeling, B. Rhenanus, Das Leben des J. Geiler von Kaysersberg, édité par O. Harding, Munich, 1970.
- (de) H. Kraume, Die Gerson-Übersetzungen Geilers von Kaysersberg. Studien zur deutschsprachigen Gerson-Rezeption, Munich, 1980.
- (de) Uwe Israel, Johannes Geiler von Kaysersberg (1445-1510). Der Strassburger Münsterprediger als Rechtsreformer (Berliner historische Studien, 27), Berlin, 1997.
- (de) Rita Voltmer, Wie der Wächter auf dem Turm : ein Prediger und seine Stadt : Johannes Geiler von Kaysersberg (1445 - 1510) und Straßburg, Porta-Alba, Trèves, 2005, XIV-1097 p. (texte remanié d'une thèse d'Histoire à l'Université de Trèves, 1998).
- Léon Dacheux, Jean Geiler de Kaysersberg, prédicateur à la cathédrale de Strasbourg, 1478-1510 : étude sur sa vie et son temps, Charles Delagrave, Paris, 1876, 583 p.
- Léon Dacheux, Les plus anciens écrits de Geiler de Kaysersberg. Todtenbuechlein-Beichtspiegel-Seelenheil-Sendtbrieff-Bilger. Précédés d'une étude bibliographique, Hoffmann M., Colmar, 1882, 201 p.
- Daniel Schwenzer, Gegen Verweltlichung und „Entsittlichung“. Vor fast 500 Jahren starb Johannes Geiler von Kaysersberg, in: forumKirche 4/2007, 4.
- Brad Williams, La Réforme dans l'enseignement de Jean Geiler de Kaysersberg, Université de Strasbourg 2, 1989, 265 p. (thèse).
- Robert Walter, La Vie de Geiler de Beatus Rhenanus, texte latin et traduction française, suivi de La religion de Geiler par Francis Rapp, 2000 (ouvrage disponible à la Bibliothèque humaniste de Sélestat).
- Francis Rapp, La critique des abus avant la Réformation  : Geiler de Kaysersberg, in M. Arnold, Annoncer l’évangile (xve-xviie siècles), Paris, 2006, p.249-260.
- Erich Kräml, Vers Compostelle : « Les qualités du pèlerin » selon Jean Geiler de Kaysersberg, Cerf, Paris, 2008.